# Cap Fear
Pour les articles homonymes, voir Cape Fear.
Le cap Fear, en anglais Cape Fear, est un cap du sud-est des États-Unis s'avançant dans l'océan Atlantique, près de Bald Head Island sur la côte de Caroline du Nord. Il est essentiellement constitué de dunes reposant sur un récif corallien et des dépôts sédimentaires du fleuve Cape Fear dont l'estuaire draine la côte sud-est de Caroline au sud de Wilmington.

## Géographie

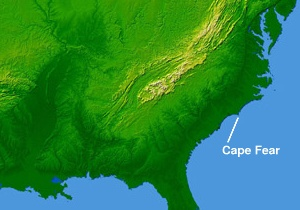
Carte de situation du cap

C'est la pointe la plus méridionale de l'État de Caroline du Nord, située à l'intersection des deux arcs concaves que forme la côte continentale : cette avancée, qui résulte de la compétition de deux courants côtiers, donne d'ailleurs naissance aux hauts-fonds mortels des Frying Pan Shoals (en), véritable Cimetière de l'Atlantique.
Depuis les plages jusqu'au second niveau de dunes, l'avoine sauvage domine la végétation. Au second étage de dunes, elle s'y mélange avec d'autres graminées, comme la Spartina, le panic, le seaside goldenrod, les euphorbes, etc., formant une prairie résistante.
L'estuaire du fleuve Cape Fear draine les plus grandes vallées de Caroline du Nord, et abrite plus de 27 % de la population de cet état.

## Histoire
Giovanni da Verrazzano, un explorateur toscan au service de la France, y fit escale au printemps de 1524.
Son nom vient de l'expédition de Richard Grenville. Naviguant vers l'île Roanoke, il a été malmené par les courants. Des membres de l'équipage, craignant un naufrage, ont donné le nom de Cape Fear (en anglais, Fear signifie crainte). Il est le cinquième plus ancien nom de lieu en anglais aux États-Unis.
C'est sur le Cape Fear qu'a échoué le général Henry Clinton le 3 mai 1775.

## Dans la culture
Le film Les Nerfs à vif de J. Lee Thompson et son remake réalisé par Martin Scorsese y ont été tournés en  1962 et 1991.